# Rich Campbell
(en) Statistiques sur pro-football-reference
Richard Delano Campbell (né le 21 décembre 1958 à Miami) est un joueur américain de football américain.

## Lycée
Campbell fait ses études à la Santa Teresa High School de San José en Californie.

## Carrière

### Université
Il entre à l'université de Californie, jouant pour l'équipe de football américain des Golden Bears. Lors de sa dernière saison universitaire, il est nommé All-American. Il est détenteur d'un record, celui du plus grand nombre de passes réussies lors d'un match de NCAA avec quarante-trois passes réussies sur cinquante-trois tentées contre les Gators de la Floride.

### Professionnel
Rich Campbell est sélectionné au premier tour du draft de la NFL de 1981 par les Packers de Green Bay au sixième choix. Lors de sa première saison en professionnel, il joue deux matchs durant lesquels il se fait intercepter quatre passes. Après ces débuts ratés, il joue deux matchs en deux saisons mais ne tente aucune passe. En 1984, il entre au cours de trois matchs où il envoie trois passes pour touchdown et cinq passes interceptées. Après cette saison, Campbell est libéré par les Packers et ne retrouve pas d'équipe.

## Statistiques
En quatre saisons, Campbell a joué sept matchs, aucun comme titulaire. Il a réussi trente-et-une passes sur soixante-huit (45,6 % de réussite), trois passes pour touchdown ainsi que cinq passes interceptées.